# Apalachicola (Florida)
Apalachicola ist eine Stadt und zudem der County Seat des Franklin County im US-Bundesstaat Florida.
Das U.S. Census Bureau hat bei der Volkszählung 2020 eine Einwohnerzahl von 2341 ermittelt.

## Geographie
Apalachicola liegt rund 110 Kilometer südwestlich von Tallahassee an der Apalachicola Bay, einer Bucht am Golf von Mexiko, in die der Apalachicola River mündet. Die Stadt ist auch der Namensgeber des weiter nördlich gelegenen Apalachicola National Forest.

## Geschichte
Erste Nachweise der Besiedlung der Gegend durch Indianer datieren bis auf das Jahr 2000 v. Chr. zurück. Der Name der Stadt entstammt der indigenen Kultur und wird als "Land der freundlichen Menschen" übersetzt. Von den Europäern wurde die Gegend um 1500 entdeckt. An der Meeresmündung des Apalachicola River wurde 1705 von den Spaniern ein Fort errichtet, welches 1763 an England abgetreten wurde. 1783 kam die Gegend durch den Frieden von Paris zurück an Spanien. Aufgrund von Unruhen in den Kolonien Südamerikas war den Spaniern die effektive Kontrolle über ihre Kolonie Florida jedoch nicht mehr möglich. Ab 1818 begannen die Vereinigten Staaten, das Gebiet für sich zu beanspruchen und führten gegen die noch vorhandenen Ureinwohner den Ersten Seminolenkrieg. 1821 wurde das Florida-Territorium und 1845 der Bundesstaat Florida ausgerufen.
Der Ort Apalachicola wurde vor 1821 Cottonton genannt und anschließend in die Town of West Point umbenannt. 1831 erfolgte schließlich die Umbenennung in Apalachicola.
Ab 1907 bestand durch die Apalachicola Northern Railroad eine Bahnverbindung zwischen Apalachicola und dem späteren Chattahoochee, wo ein Anschluss an die wichtige Hauptstrecke von Pensacola nach Jacksonville (damals betrieben durch die Louisville and Nashville Railroad) existierte. 1910 wurde eine Verlängerung des Abzweigs von Apalachicola nach Port St. Joe eröffnet. Heute wird die Strecke ab Chattahoochee von AN Railway betrieben.

## Demographische Daten
Laut der Volkszählung 2010 verteilten sich die damaligen 2231 Einwohner auf 1352 Haushalte. Die Bevölkerungsdichte lag bei 455,3 Einw./km². 66,9 % der Bevölkerung bezeichneten sich als Weiße, 26,4 % als Afroamerikaner, 0,6 % als Indianer und 0,3 % als Asian Americans. 3,3 % gaben die Angehörigkeit zu einer anderen Ethnie und 2,4 % zu mehreren Ethnien an. 6,6 % der Bevölkerung bestand aus Hispanics oder Latinos.
Im Jahr 2010 lebten in 25,2 % aller Haushalte Kinder unter 18 Jahren sowie 32,6 % aller Haushalte Personen mit mindestens 65 Jahren. 58,0 % der Haushalte waren Familienhaushalte (bestehend aus verheirateten Paaren mit oder ohne Nachkommen bzw. einem Elternteil mit Nachkomme). Die durchschnittliche Größe eines Haushalts lag bei 2,24 Personen und die durchschnittliche Familiengröße bei 2,88 Personen.
23,4 % der Bevölkerung waren jünger als 20 Jahre, 22,1 % waren 20 bis 39 Jahre alt, 28,0 % waren 40 bis 59 Jahre alt und 26,4 % waren mindestens 60 Jahre alt. Das mittlere Alter betrug 44 Jahre. 47,4 % der Bevölkerung waren männlich und 52,6 % weiblich.
Das durchschnittliche Jahreseinkommen lag bei 21.900 $, dabei lebten 40,7 % der Bevölkerung unter der Armutsgrenze.
Im Jahr 2000 war Englisch die Muttersprache von 100 % der Bevölkerung.

## Sehenswürdigkeiten
Folgende Objekte sind im National Register of Historic Places gelistet:
- Apalachicola Historic District
- Pierce Site
- David G. Raney House
- Trinity Episcopal Church

## Religion
In Apalachicola gibt es derzeit 19 verschiedene Kirchen mit 9 verschiedenen Konfessionen. Unter den zu einer Konfession gehörenden Kirchen ist die Baptistengemeinde mit 3 Kirchen am stärksten vertreten. Es gibt 3 zu keiner Konfession gehörende Kirchen (Stand: 2004).

## Verkehr
Apalachicola wird von den U.S. Highways 98 und 319 durchquert. Die rund 8 km lange John Gorrie Memorial Bridge verbindet die Stadt mit dem östlich gelegenen Eastpoint. Zwischen Chattahoochee und Port St. Joe via Apalachicola wird der Schienengüterverkehr durch AN Railway betrieben. Mit dem Apalachicola Regional Airport besitzt die Stadt einen eigenen Flughafen. Der nächste internationale Flughafen ist der Tallahassee International Airport (rund 120 km entfernt).

## Kriminalität
Die Kriminalitätsrate lag im Jahr 2010 mit 25 Punkten (US-Durchschnitt: 266 Punkte) im sehr niedrigen Bereich. Es gab zwei Einbrüche, neun Diebstähle und einen Autodiebstahl.

## Apalachicola in der Kultur
- Im Film Road to Rio (1947) mit Bob Hope und Bing Crosby singt Hope das Lied "We're on Our Way to... Apalachicola, F-L-A"
- Apalachicola ist in dem Song "Home I'll Never Be" von Jack Kerouac erwähnt.
- Apalachicola ist in dem Song Southern Voice von Tim McGraw erwähnt.
- Im Spielfilm Telefon mit Charles Bronson (1977) soll ein Anschlag in Apalachicola durchgeführt werden.